# Israel Aerospace Industries

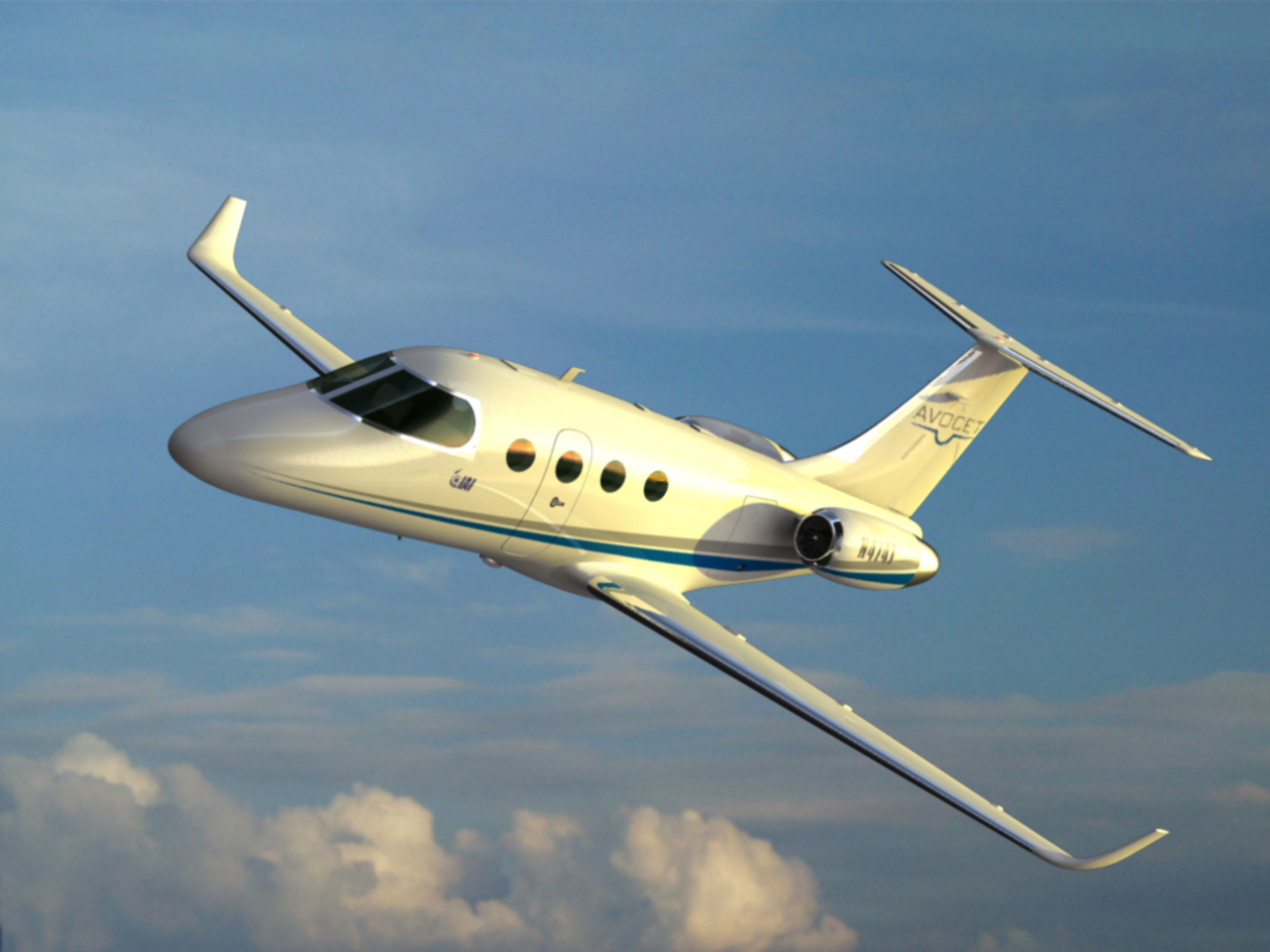
The Avocet ProJet with IAI Logo

Israel Aerospace Industries (התעשייה האווירית לישראל ha-ta'asiya ha-avirit le-yisra'el) ou IAI (תע"א ta`a') é uma fabricante israelense de aeronaves militares e civis. Em 2007, possuía um quadro de 16.000 funcionários.  
Além da fabricação local de caças militares, a IAI também projeta e constrói aeronaves civis (para a Gulfstream designados como G100/G150 e G200/G250) prestando também serviço de manutenção no local e reconfiguração de outras aeronaves militares ou civis. Além disso, a empresa desenvolve mísseis, aviônicos, e sistemas aeroespaciais. 

## História
Em 2003, A Israel Aircraft Industries tentou entrar no mercado de VLJ's (Very Light Jet - Jatos muito leves), lançando o Avocet ProJet, um jato de 6 a 8 assentos, projetado para taxi aéreo.
No início de 2006, o projeto do ProJet se estagnou, após um fabricante americano de OEM saiu do programa por razões desconhecidas. 
Apesar do foco principal da IAI ser aviação e eletrônicos de alta tecnologia, também produz sistemas militares para forças terrestres e navais. Muitos destes produtos são especialmente utilizados e projetados para uso da Forças de Defesa de Israel, enquanto os outros são também vendidos para forças armadas estrangeiras.
Em 6 de novembro de 2006, a Israel Aircraft Industries Ltd. ("IAI") mudou oficialmente seu nome para Israel Aerospace Industries Ltd. O propósito da mudança do nome é para refletir mais precisamente as atividades da IAI, o que hoje não inclui somente aeronaves, mas também sistemas, satélites e foguetes, da mesma forma que sistemas marítimos e terrestres.
A empresa está trabalhando atualmente com a Aviation Technology Group em uma versão para treinamento militar do ATG Javelin, um caça a jato. A versão sendo desenvolvida para competir com um grande número de jatos para treinamento com um custo muito mais baixo de aquisição e manutenção.

## Produtos

### Sistemas Aéreos Civis
- Arava - Aeronave STOL para transporte civil (não mais em produção)
- Westwind - Jato Executivo (não mais em produção)
- Astra/Galaxy - Jatos executivos (agora produzidos para a Gulfstream como G100/G200)
- IAI Avocet ProJet - VLJ revolucionário  (projeto cancelado)
- Conversão das Aeronaves de Passageiro para Cargueiro das seguintes aeronaves:
  - B737-300
  - B767-200
  - B747-200
  - B747-400
  - Outros modelos em desenvolvimento